# Bernard Groethuysen
Bernard Groethuysen (Berlino, 9 settembre 1880 – Parigi, 17 settembre 1946) è stato un filosofo, sociologo, storico delle idee e critico letterario tedesco.

## Vita e opere
Groethuysen figlio di padre olandese e madre russa, studiò filosofia a Vienna, Monaco e Berlino dove seguì gli insegnamenti di Theodor Gomperz, Georg Simmel, Heinrich Wölfflin e di Wilhelm Dilthey di cui divenne allievo.
Nel 1906 fu insegnante a Berlino dove rimase sino a quando diffondendosi il nazismo in Germania preferì dare le sue dimissioni e stabilirsi nel 1932 in Francia dove successivamente ebbe la naturalizzazione. Qui strinse amicizia con il letterato André Gide con cui condivideva l'ostilità al regime nazista. Visse anche, dopo l'invasione nazista della Francia, negli Stati Uniti.
Seguace della filosofia di Dilthey egli preannunciò i temi di quell'esistenzialismo marxista che piuttosto che tentare di capire la realtà attraverso le leggi scientifiche preferì comprendere la natura umana tramite l'interpretazione della sua storia.
Sulla linea di Max Weber e della sua teoria sulle origini del capitalismo compose un'apprezzata opera sulla genesi della borghesia francese e della sua mentalità dal titolo Die Entstehung der bürgerlichen Welt- und Lebensanschauung in Frankreich, in due parti, 1927-30, trad. it. del I vol. con il titolo Origini dello spirito borghese in Francia. La chiesa e la borghesia, (1949).
Groethuysen è noto per i suoi studi di antropologia (Philosophische Anthropologie del 1928) e della Rivoluzione francese (Philosophie de la revolution française del 1956; trad. it. 1967).